# Cemal Süreya

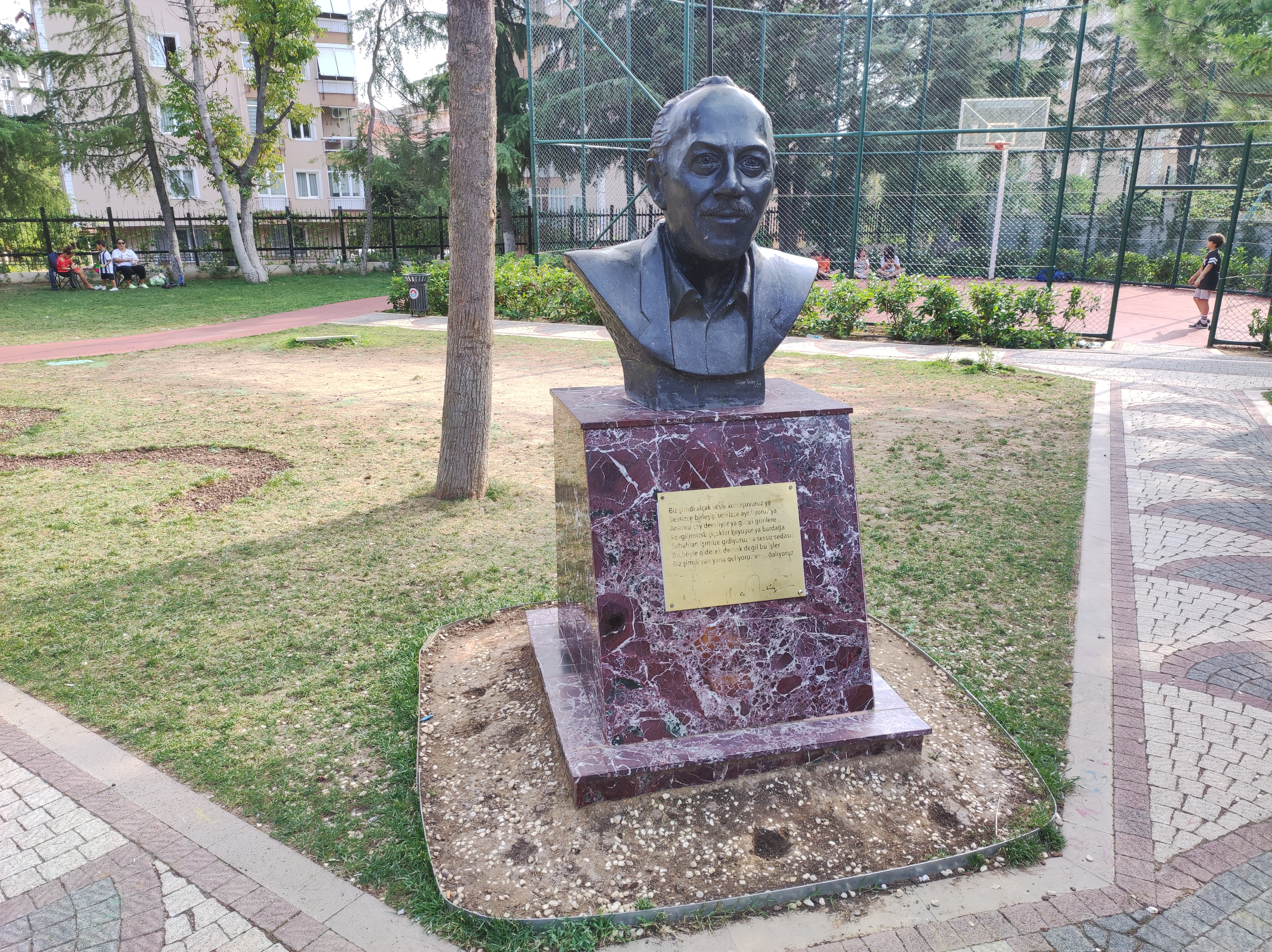
Büste von Cemal Süreya im Cemal Süreya Park, Maltepe, Istanbul, 2022

Cemal Süreya (bürgerlich Cemalettin Seber; * 1931 in  Pülümür, Provinz Tunceli; † 9. Januar 1990 in Istanbul) war ein türkischer Dichter kurdisch-zazaischer Herkunft. Er war Vertreter der literarischen Strömung Zweite Neue und gilt als einer der bedeutendsten Poeten aus der Türkei.

## Leben
Im Jahr 1938 wurde Süreya nach dem Dersim-Aufstand mit seiner Familie nach Bilecik verbannt. Er studierte Finanzwissenschaft an der Universität Ankara. Süreya arbeitete bis zu seiner Pensionierung im Jahr 1982 als Finanzbeamter und als Inspektor. Er war Chefredakteur der türkischen Literaturzeitschrift Papirüs. Süreyas Gedichte wurden in mehreren Zeitschriften und Zeitungen veröffentlicht, darunter Yeditepe, Yazko, Pazar Postası, Yeni Ulus, Oluşum, Türkiye Yazıları, Politika, Aydınlık, und Somut.
Für seine dichterischen Werke erhielt Cemal Süreya 1958 den Yeditepe-Preis, 1966 den Preis der Türkischen Sprachgesellschaft und 1988 den Behcet-Necatigil-Preis.

## Gedichte
Seit seiner Studentenzeit publizierte Cemal Süreya seine Werke in verschiedenen Zeitungen und Zeitschriften. Bis auf sein Buch Onüç Günün Mektupları (Briefe der Dreizehn Tage), das Briefe an seine Ehefrau beinhaltet, publizierte er keines seiner Bücher, bevor es nicht in einer Zeitung oder Zeitschrift veröffentlicht wurde. Cemal Süreya wurde im deutschsprachigen Raum erst durch die Übersetzungen der Dichterin Safiye Can bekannt.
| Kurz Das Leben ist kurz Die Vögel ziehen vorbei Das Foto An der Haltestelle drei Menschen Der Mann die Frau das Kind Die Hände des Mannes in den Hosentaschen Die Frau hält das Kind an der Hand Der Mann ist betrübt Betrübt wie betrübte Lieder Die Frau ist schön Schön wie schöne Erinnerungen Das Kind Betrübt wie schöne Erinnerungen Schön wie betrübte Lieder. |

## Rezeption
Safiye Can schreibt über Süreya:
„Cemal Süreya […] ist ein bedeutender und populärer türkischer Dichter und Schriftsteller. Er gilt als der wichtigste Vertreter der Zweiten Neuen, einer literarischen Strömung der modernen türkischen Dichtung. Als Vertreter der Zweiten Neuen wurde Süreyas erstes Gedicht Şarkısı Beyaz im Jahre 1953 in der Zeitschrift Mülkiye veröffentlicht. Die Zweite Neue bevorzugt einen abstrakten Sprachgebrauch und gilt als Gegenströmung zur Garip-Bewegung (vgl. Orhan Veli). Cemal Süreya, der die traditionelle Dichtung ablehnte, war ein Dichter, der mit immensem Wortschatz, neuen Wortschöpfungen und seinem Idiolekt hervorstach. Seine Gedichte handeln von der Einsamkeit des Individuums, dem Tod, aber auch von der Liebe und der Sexualität. Sie sind geprägt von Feingefühl und intensiven Bildern, die eine aufwühlende und bestechende Wirkung haben können.“

## Werke
- Üvercinka (1958)
- Göçebe (1965)
- Beni Öp Sonra Doğur Beni (1973)
- Sevda Sözleri (Collected Poems, 1984)
- Güz Bitiği (1988)
- Sıcak Nal (1988)
- Şapkam Dolu Çiçekle (1976)
- Günübirlik (1982)
- 99 yüz (1990)
- Folklor Şiire Düşman (1992)
- Uzat Saçlarını Frigya (1992)
- Aritmetik iyi Kuşlar Pekiyi (1993) – Kinderbuch

Auf Deutsch:
- So träume und verschwinde ich. Türkische Liebesgedichte von Edip Cansever, Cemal Süreya und Turgut Uyar. Zweisprachige Ausgabe. Herausgegeben und aus dem Türkischen übersetzt von Angelika Overath und Nursel Gülenaz. btb, München 2020.